# Zeno Van Den Bosch
Zeno Van Den Bosch (Brasschaat, 6 de julio de 2003) es un futbolista belga que juega como defensa en el Royal Antwerp F. C. de la Primera División de Bélgica.

## Trayectoria
De Kapellen, Bélgica, ingresó en la academia de Antwerp en 2016. En septiembre de 2020 firmó su primer contrato profesional con el Royal Antwerp F. C. En septiembre de 2022 su contrato se prorrogó hasta 2025, con opción a más. El 18 de enero de 2023 hizo su debut oficial en el primer equipo del club: en un partido de liga ganado por 3-0 contra el K. V. Oostende. En abril de 2023 apareció como suplente en la final de la Copa de Bélgica de 2023, en la que el Amberes derrotó al K. V. Malinas por 2-0.

## Estadísticas

### Clubes
Actualizado al último partido disputado el 3 de noviembre de 2024.
| Club                             | Div.          | Temporada     | Liga  | Liga  | Copas nacionales | Copas nacionales | Copas internacionales | Copas internacionales | Total | Total |
| Club                             | Div.          | Temporada     | Part. | Goles | Part.            | Goles            | Part.                 | Goles                 | Part. | Goles |
| -------------------------------- | ------------- | ------------- | ----- | ----- | ---------------- | ---------------- | --------------------- | --------------------- | ----- | ----- |
| Royal Antwerp F. C. II · Bélgica | 3.ª           | 2022-23       | 12    | 0     | ―                | ―                | ―                     | ―                     | 12    | 0     |
| Royal Antwerp F. C. II · Bélgica | Total club    | Total club    | 12    | 0     | 0                | 0                | 0                     | 0                     | 12    | 0     |
| Royal Antwerp F. C. · Bélgica    | 1.ª           | 2022-23       | 7     | 0     | 2                | 0                | 0                     | 0                     | 9     | 0     |
| Royal Antwerp F. C. · Bélgica    | 1.ª           | 2023-24       | 33    | 0     | 7                | 2                | 5                     | 0                     | 45    | 2     |
| Royal Antwerp F. C. · Bélgica    | 1.ª           | 2024-25       | 13    | 0     | 1                | 0                | —                     | —                     | 14    | 0     |
| Royal Antwerp F. C. · Bélgica    | Total club    | Total club    | 53    | 0     | 10               | 2                | 5                     | 0                     | 68    | 2     |
| Total carrera                    | Total carrera | Total carrera | 65    | 0     | 10               | 2                | 5                     | 0                     | 80    | 2     |